# 18 Гончих Псов
18 Гончих Псов (лат. 18 Canum Venaticorum), HD 114674 — одиночная звезда в созвездии Гончих Псов на расстоянии приблизительно 598 световых лет (около 183 парсек) от Солнца. Визуальная звёздная величина звезды — +7,173m. Возраст звезды определён как около 1 млрд лет.

## Характеристики
18 Гончих Псов — жёлтый гигант спектрального класса G9III, или K0. Масса — около 2,668 солнечной, радиус — около 9,587 солнечного, светимость — около 49,732 солнечной. Эффективная температура — около 5084 K.

## Планетная система
В 2019 году учёными, анализирующими данные проектов Hipparcos и Gaia, у звезды обнаружена планета HIP 64355 b.